# UKIRT Infrared Deep Sky Survey
Die UKIRT Infrared Deep Sky Survey (UKIDSS) ist eine astronomische Himmelsdurchmusterung. Sie wird durchgeführt durch die WFCAM-Kamera des UKIRT auf dem Mauna Kea auf Hawaii. Die Durchmusterung wurde 2005 gestartet. UKIDSS besteht aus fünf unterschiedlichen Erkundungen, die unterschiedliche Bereiche und Tiefen abdecken, dabei werden verschiedene Kombinationen von Filter für nahes Infrarot benutzt. Neben den 5 Breitbandfiltern Z,Y,J,H und K kommen 2 Schmalbandfilter zum Einsatz. Das Z-Filter wurde von der Firma Research Electronic Inc gefertigt. Die anderen Filter kommen von NDC Infrared Engineering.

## Beschreibung
Als Weitbereichserforschung folgt UKIDSS dem 2MASS-Projekt nach. Das ZIEL ist die Untersuchung von 7500 Quadratgrad des nördlichen Himmels. Die einzelnen Forschungsgebiete sind: Die kältesten und nächsten Braunen Zwerge, Starburstgalaxien mit hoher Rotverschiebung, elliptische Galaxien und Galaxienhaufen mit einer Rotverschiebung 1 < z < 2 und Quasare mit der höchsten Rotverschiebung.
Die Daten von UKIDSS werden für die ESO-Gemeinschaft, über den Eintrag in das WFCAM Science Archive,  sofort online gestellt. Nach 18 Monaten werden öffentlich zugänglich gemacht.

## Erkundungen
Zwei der UKIDSS-Forschungen sind auf galaktische Ziele gerichtet und drei sind auf extra-galaktische Beobachtungen optimiert.

### Large Area Survey
Die LAS (extra galaktisch) deckt ein Gebiet von 4000 Quadratgrad in YJHK bis in eine Tiefe von K=18,4 (Das ist die größte noch erkennbare Magnitude im K-Band, einem Wellenlängenbereich des nahen Infrarot bei 2,2 µm). Dieses Gebiet wurde bei der vorausgegangenen SLOAN Digital Sky Survey bereits im optischen Bereich abgesucht. Während die höheren galaktischen Breitengrade die von LAS abgesucht werden für Beobachtungen von Quellen außerhalb der Milchstraße geeignet sind, zielt die Erkundung auch auf galaktische Quellen einschließlich eines zweiten Durchganges in J für die Vermessung der Eigenbewegung von nahegelegenen Sternen.

### Galactic Plane Survey (GPS)
Die Galactic Plane Survey (galaktisch) deckt 1800 Quadratgrad in JHK in einer Tiefe von K=19,0 ab, davon werden 300 Quadratgrad von einem schmalbandigen H2-Filter abgedeckt. Absicht der GPS ist es, einen besseren Blick auf die Milchstraße zu erhalten, als es mit optischen Wellenlängen, wegen der Absorption durch Materie in der Galaxis, möglich ist.

### Galactic Clusters Survey (GCS)
Die GCS (galaktisch) deckt ein Gebiet von 1400 Quadratgrad in JHK bis zu einer Tiefe von K=18,7 ab. Das Gebiet ist verteilt über 10 offene Sternhaufen. Ziel ist die Vermessung der Massenfunktion in einer Auswahl von galaktischen Umgebungen. Die zehn Sternhaufen sind die Plejaden, Alpha Persei, Praesepe, IC 4665, Taurus-Auriga, Orion, Skorpion, Perseus OB2, Hyaden, Coma-Ber

### Deep Extragalaktic Survey
Die DXS (extra galaktisch) deckt ein Gebiet von 35 Quadratgrad in JK bis zu einer Tiefe von K=21,0 mit 5 Quadratgrad die in H aufgenommen werden. Die Erkundungsfelder befinden sich in oberen galaktischen Breitengraden mit einer geringeren Extinktion. Sie überlappen sich mit anderen Tiefenerkundungen die mit anderen Wellenlängen gemacht wurden.

### Ultra Deep Survey
Die UDS (extra galaktisch) deckt ein Gebiet von 0,77 Quadratgrad im XMM-Newton Feld ab. Mit einer Tiefe von K=23,0 ist sie die tiefste Erkundung im Nahen Infrarot-Bereich, die in einem solchen Bereichs des Himmels durchgeführt wurde. Ziel ist die Erforschung der Bildung und Entwicklung von Galaxien im frühen Universum.

## Wichtige Entdeckungen
- Wolf 940B Ein Brauner Zwerg, der mit einer Oberflächentemperatur von 600 Kelvin zu den kältesten substellaren Objekten gehört.
- ULAS J1120+0641 Mit ca. 13 Mrd. Lichtjahre der am weitesten entfernte Quasar.